# Пушач (Досије икс)
Пушач (енгл. Cigarette Smoking Man), такође познат и као Човек Рак или Човек пушач је измишљени лик и један од главних антагониста америчке научнофантастичне драмске телевизијске серије Досије Икс. Служио је као главни непријатељ специјалног агента ФБИ Фокса Молдера. У шестој сезони серије октрива се да је његово пуно име Ц.Г.Б. Спендер, али специјални агент Дејна Скали сугерише да је ово само један од његових „стотина алијаса “; остали ликови, али и фанови, серије настављају да га називају варијацијама имена "Пушач" јер је готово увек виђен како пуши Марлборо цигарете. Уједно, у пилот епизоди и другим епизодама (као што је финале прве сезоне) означен је управо као "Пушач". У једанаестој сезони открива своје пуно име - Карл Герхард Буш .
Иако изговара само четири звучне речи у целој првој сезони серије, Пушач се на крају развија у примарног антагониста серије. У својим раним појављивањима, појављује се је у канцеларијама шефа одсека Скота Блевинса и помоћника директора Волтера Скинера, Молдера и надзорника његове партнерке Дејне Скали. Као утицајан човек који ради за моћнике, он је кључни члан владине завереничке јединице познате само као Синдикат, који крије истину о постојању ванземаљаца и њиховог план да колонизују Земљу. Његова моћ и утицај остају јаки, чак и након што је највећи део Синдиката уништен.
Пушача тумачи канадски глумац Вилијам Б. Дејвис  Када је Дејвис први пут преузео улогу, лик је написан као додатак за пилот епизоду. Вратио се у малим камео улогама током прве сезоне, дајући све више наступа у сезонама које су уследиле. Дејвис никада није добио награду за свој лични портрет, али је био номинован за награде ансамбла.
ТВ водич га је уврстио на своју листу 60 најгнуснијих зликоваца свих времена за 2013.

## Развој карактера

### Позадина приче
Датум рођења, место рођења и већи део историје Пушача никада нису категорички потврђени. Једна могућа верзија његове прошлости дата је током епизоде четврте сезоне „ Размишљања Пушача “, у којој теоретичари завере познати као Усамљени револвераши тврде да је пушач први пут документован у Батон Ружу, Луизијана, 20. августа 1940. Његов отац је био ватрени комунистички активиста и шпијун совјетског НКВД-а који је погубљен према Закону о шпијунажи из 1917. „пре него што је његов дечак могао да прохода”. Његова мајка је била пушач цигарета која је умрла од рака плућа, такође када је био дете. Пошто није имао преживелу породицу, постао је штићеник државе и послат је у разна сиротишта на средњем западу Сједињених Држава. Није стекао пријатеље и већину времена је проводио читајући. Ова епизода је у супротности са епизодом 3. сезоне „ Апокриф “ где је млади пушач виђен 1953. са Билом Молдером (Фокс Молдеров отац) као агент у сенци. У "Размишљањима пушача" Пушач је још увек млад човек, није део Синдиката 1963. године и још не пуши.
Иста епизода открива да је до раних 1960-их био капетан специјалних снага војске Сједињених Држава укључен у тајне операције и обавештајне службе, и да је служио заједно са Билом Молдером. Пушач је већ био умешан у неуспелу инвазију на Кубу коју је подржала ЦИА и у убиства Патриса Лумумбе и Рафаела Трухила пре него што су га завереници ангажовали да убије председника Џона Ф. Кенедија у Даласу у Тексасу. Убиство је мотивисано Кенедијевим погрешним руковањем инвазијом на Залив свиња и кубанском ракетном кризом која је уследила. До 1968. године, Пушач је довољно напредовао у хијерархији да натера на убиство Мартина Лутера Кинга млађег, забринут да Кинг „говори као маоиста “ и представља претњу америчким ратним напорима у Вијетнаму. Сам је то учинио јер је имао „превише поштовања према човеку“, и одлучио је да намести белог расисту због сопствених симпатија према америчком покрету за грађанска права .
У исто време, Пушач је био амбициозни писац шпијунских (а касније и научнофантастичних) романа са измишљеном верзијом себе по имену Џек Колквит, заснованом на његовим сопственим тајним активностима, али су све његове нацрте одбацили или изменили издавачи који су сматрао их нереалним и лоше написаним. Ово му није оставило другог избора осим да настави да ради за владу Сједињених Држава. До 1991. моћ Пушача је била прилично апсолутна. Био је у директним разговорима са Садамом Хусеином и на овај или онај начин био укључен у контроверзу Анита Хил - Кларенс Томас, премештајући суђење Родију Кингу у Сими Вали у Калифорнији, спречавајући владу Сједињених Држава од мешања у независност Босне и Херцеговине, номинације за Оскара, спречавање Бафало Билса да икада освоје Супер Боул, дрогирање совјетског голмана Владислава Третјка пре Чуда на леду и погубљења ванземаљаца који су преживели слетање на америчко тло.
Ипак, писац Досијеа икс Френк Спотниц изјавио је да је ова верзија догађаја само једна од могућности и да није прихваћена као једина.
У епизоди једанаесте сезоне „ Моја борба 3 “, Пушач открива да се зове Карл Герхард Буш (име деде креатора серије Криса Картера). У овој позадинској причи, приказано је да је био активан негде после инцидента у Розвелу и да је надгледао експеримент на сивом ванземаљцу  Ови догађаји су претходили Синдикату, при чему је ово ново порекло реконструисало оригиналну серију вођену тврдњом да је Пушач у ствари играо против Синдиката, упркос томе што је раније виђен да прима наређења од њих. Такође је потврђено да је он прави убица Џона Ф. Кенедија и види се да је присутан током лажирања слетања на Месец 1969.

### Главна прича
У свом првом појављивању у серији, он надгледа брифинг и дебрифинг агента ФБИ Дејне Скали (Џилијан Андерсон), а касније уклања доказе које су Фокс Молдер (Дејвид Дукавни) и Скали донели након истраге о отмици ванземаљаца. Док Пушач скрива истину од јавности, Молдер настоји да је открије јавности и истину о нестанку своје сестре Саманте. Ово доводи до ривалства које траје до краја серије.
У каснијим сезонама открива се да је он члан групе познате као Синдикат, организације у сенци унутар владе Сједињених Држава. Епизода „ Два оца “ открива његово рођено име или псеудоним као К.Г.Б. Спендер и да је раније био ожењен Касандром Спендер, са којом је имао сина Џефрија Спендера. Он регрутује специјалног агента ФБ Дијану Фовлии да му буде подређена јер има блиску везу са Молдером. У епизоди "Један син", Џефри сазнаје да је његов отац, Пушач, приморао његову мајку Касандру да се подвргне медицинским третманима који су довели до неколико нервних сломова током његовог детињства. Када Пушач сазна, он наизглед убија Џефрија. Знајући за план колонизације, ванземаљски побуњеници се враћају на Земљу да покушају да убеде Синдикат да се придружи њиховој страни против њиховог рата са колонистима. Не верујући у снагу ванземаљских побуњеника, чланови Синдиката се састају у ваздухопловној бази Ел Рико да би били превезени у свемирски брод и да би преживели колонизацију. Међутим, побуњеници се појављују уместо колониста и убијају све преостале главне чланове Синдиката. Заједно са Фаулијевом, Пушач бежи. Касније у шестој сезони, постоји више доказа који сугеришу да је Пушач Молдеров биолошки отац.. У другој епизоди седме сезоне, Пушач каже Молдеру: „Ја сам твој отац“, док се Молдер сећа свог детињства, док је шетао плажом са својим родитељима. Фаули долази у неслагање са њим. Због његових планова да убије Молдера, Фаули помаже Скали у њеној истрази да пронађе Молдера, што доводи до њене смрти. Након уништења Синдиката, Пушач почиње да ради самостално. Међутим, његов рак поново излази на површину и он почиње да користи инвалидска колица и има трахеотомију. На крају, Алекс Крајчек и Марита Коварубијас га издају у епизоди „ Реквијем “, бацивши га низ степенице, где претпостављају да је мртав.
Октрива се да је Пушач жив у епизоде девете сезоне " Вилијам ", где се такође сазнаје да је његов покушај убиства сина пропао, што га је довело до тога да свог сина подвргне страшним експериментима. У финалу серије, „ Истина “, Молдер и Скали путују кроз удаљени Нови Мексико и стигну до пуебла где наводно живи „мудрац“: он је, у ствари, Пушач. Његово стање се погоршало од нестанка, а живи примитивним животом кријући се од „Новог“ синдиката. Након што је исмевао Молдера и Скали, он открива Скали оно што је Молдер већ знао, да је ванземаљска поновна колонизација Земље заказана за 22. децембар 2012. Убрзо након тога, Човек који пуши поново је очигледно убијен ракетним ударцем из хеликоптера који је наредио Ноул Рорер .
Следећих 14 година се сматра мртвим. Међутим, он се поново појављује жив, али озбиљно спаљен и унакажен на крају „ Моје борбе “ (2016), прве епизоде мини серије Досије Икс, у којој се наводи да су Досијеи Икс поново отворени. У финалу сезоне, „ Моја борба 2 “, Пушач покреће заверу на којој је радио свих ових година, испуштајући хемијске трагове у атмосферу који изазивају кварове имуног система у америчкој популацији, коју су заразили Спартанци. вируса кроз обавезну вакцинацију против грипа. Из наклоности према Молдеру, нуди му лек за болест, али је одбијен. Сједињене Државе су бачене у хаос док план Синдиката за депопулацију почиње. Међутим, у " Мојој борби ИИИ ", ово је приказано као визија коју је искусила Скали. Открива се да Пушач покушава да пронађе Скалиног сина Вилијама како би испунио своје планове и да је у сукобу са групом коју предводе још два преживела члана Синдиката, који желе да пушач умре како би извршили своје сопствени дневни ред. Човек пушач прилази Волтеру Скинеру да би га склопио и нуди му шансу да преживи крај човечанства у замену да му Скинер помогне да пронађе Вилијама. Пушач такође открива да је одговоран за стварање Вилијама, јер је оплодио Скали употребом ванземаљске технологије.
У финалу 11. сезоне „ Моја борба 4 “, Пушач и Рејс прате Молдера, Скали и Скинера до напуштене фабрике где јуре Вилијама. Скинер упери пиштољ у њих и убије Рејеса, а Пушач прегази Скинера у свом ауту. Пушач се супротставља „Молдеру“ (који је заправо прерушени Вилијам) поред обале, а током сукоба га пуца у главу и натера га да падне у воду. Прави Молдер се појављује и пуца у Пушача, који схвата да је убио Вилијама, па пада са ивице и у воду, а тело му односи струја.

## У медијима
Пре десете сезоне Досијеа икс 2016. године, Крис Картер је 2013. радио са на продукцији стрипа наставка емисије. Он наговештава да је Пушач жив и индиректно даје информације и Молдеру и Усамљеним револверашима . Картер је касније рекао да ће прича из ових стрипова бити занемарена у будућим телевизијским продукцијама. Варијација наставка стрипа је постала канонска са Досијеима Икс: Хладни случајеви, звучном адаптацијом серије смештене између догађаја девете и десете сезоне Досијеа икс, у којој је Пушач представљен у серија је откривена као ванземаљац који мења облик који га имитира.

## Карактеризација
Ким Манерс, редитељка неколико епизода Досијеа икс, рекла је да је Пушач верзија Дарта Вејдера. Неки фанови Досијеа икс су категорисали Пушача као злог, чинећи га негативцем. Креатор серије Крис Картер га је једном назвао „ђаволом“, изазвавши помешане реакције међу фановима. Неки обожаваоци, заједно са глумцем који га тумачи, виде га као хероја, јер је приморан да доноси одлуке које други нису могли.
Пушач је укључен у Синдикат, организацију у сенци која укључује чланове владе Сједињених Држава која постоји да би сакрила од јавности чињеницу да ванземаљци планирају да колонизују Земљу . Човек пушач често немилосрдно штити тајне завере и служи као главни антагониста Молдеру, који има подједнако велику посвећеност откривању истине у првих седам сезона. Његово наведено оправдање је жеља да се што дуже спречи ванземаљска колонизација; у епизоди „Један дах“ каже Молдеру да је у завери (коју он назива „игром“) јер верује да би тајне које чува могле, ако се јавно открију, да угрозе друштвени поредак који чува друштво: „Ако људи би људи морали да знају за ствари које ја знам... све би се распало". Понекад је приказан како ради на том циљу, посебно у вези са развојем вакцине за заштиту људи од „ црног уља “, паразитског агенса који ванземаљски колонисти користе да се размножавају.

## Развој
Када је први пут изабран за ту улогу, глумац Вилијам Б. Дејвис мислио је да серија о паранормалном неће дуго трајати. Пре него што се придружио глумачкој екипи Досијеа икс, Дејвис није попушио ни једну цигарету двадесет година. У прве две епизоде у којима се појавио, пушио је „праве“ цигарете, али је касније прешао на биљне цигарете, рекавши да је пушење опасно по његово здравље. У најмање једном раном нацрту сценарија из „ Пилота “, специјални агент по имену Лејк Дражен је присутан на састанку близу почетка епизоде, који је одабрао Скали за задатак да процени валидност Молдеровог рада на Досијеима икс . Сцена је на крају избрисана и замењена, а неколико чланова екипе је наговестило да је агент Дражен постао Пушач.
Ким Манерс је рекла да се чини да су сви истакнути комади створени за Досије Икс настали "случајно". Према Манерсу, Дејвис није био ништа друго до ослоњен на полицу. На почетку, продуценти емисије нису били сигурни да ће Пушача учинити главним антагонистом. Пол Рабвин је једном прокоментарисао да не зна да ли би Дејвис могао да се носи са том улогом, јер није био сигуран да ли је "довољно добар" глумац за ту улогу. Манерс је касније прокоментарисао да је Дејвис знао да Пушач има два различита лика, први је онај који је играо Дејвис, а други цигарете. Даље је навео да би дим цигарете могао сам да исприча "целу причу", захваљујући Дејвисовом таленту.
Обожаваоци серије су били активни у дебати да ли је Пушач заиста мртав након догађаја у премијери пете сезоне " Редукс ". У свом првом одговору, Крис Картер је рекао да је оставио трагове у епизоди, а касније је званично најавио да ће се лик појавити у филму Досије Икс. У једном од својих последњих коментара на ову тему, он је рекао: „Није да раније нисмо враћали преминуле ликове, у флешбековима или на више паранормалних начина. Велика ствар у Досијеима Икс је то што се све може догодити.“ 
Пушач је једини лик у серији, поред Молдера и Скали, који се појављује у првој епизоди, „Пилот“ и последњој, „ Истина “Глумац Вилијам Б. Дејвис је наведен као агент ЦИА-е у епизоди прве сезоне „ Млади у срцу “, уместо свог уобичајеног лика, Пушача. Крис Овенс је неко време приказао Пушача као младића у флешбековима. Касније игра свог сина Џефрија Спендера . Младог пушача цигарета први је глумио Крег Воркентин, а Дејвисов глас је синхронизован.
Лик је делимично инспирисан и Е. Хауардом Хантом (1918 - 2007), оперативац ЦИА-е који је наводно био умешан у низ великих завера средином 20. века, и који је такође објавио серију шпијунских романа под вишеструким псеудонимима.

## Пријем
Иако нису били номиновани ни за један свој лични рад на Досијеима икс, Вилијам Б. Дејвис и неколико других чланова глумачке екипе били су номиновани у категорији „Изванредна улога ансамбла у драмској серији“ од стране Удружења филмских глумац 1997. године, 1998. и 1999. али нису победили. Лик је редовно биран за „Најгнуснијег зликовца“ на телевизијским анкетама током 90-их. ТВ водич је уврстио Пушача цигарета на 20. место на својој листи „25 највећих ТВ зликоваца“. Према речима глумца који га тумачи, лик је изазвао протест „про-пушача“. Писац Entertainment Weekly Џенифер Армстронг навела је овај лик као пример старе традиције да на телевизији пуше само "лоши момци".